# Gegend (Gemeinden Rohr, Schwarzau)
Koordinaten: 47° 51′ 37″ N, 15° 41′ 43″ O
Gegend ist eine Talung im oberen Schwarzatal in Niederösterreich wie auch Ortschaft der Gemeinde Schwarzau im Gebirge im Bezirk Neunkirchen und Ortslage der Gemeinde Rohr im Gebirge im Bezirk Wiener Neustadt-Land.

## Geographie
Der Talung
befindet sich gut 40 km östlich von Wiener Neustadt und gut 30 km nordwestlich von Neunkirchen, um die 13 km nordwestlich des Schneebergs. Sie erstreckt sich über 9 km zwischen Schwarzau-Markt nordwärts bis Rohr, im Talgrund zwischen 600 und 670 m ü. A. Höhe.
Die Ortslage umfasst etwa 150 zerstreute Häuser mit etwa 300 Einwohnern. Der südliche Teil – bis zum Weiler Gschaiderwirt halbwegs zwischen den beiden Gemeindehauptorten – gehört zu Schwarzau, mit 50 Gebäuden und 100 Einwohnern, und bildet dort eine eigene Ortschaft und einen Ortsteil nach der Gemeindegliederung. Der nördliche Abschnitt gehört zu Rohr und ist mit um die 100 Gebäuden deutlich dichter besiedelt.
Zum Schwarzauer Ortschaftsgebiet gehören auch die Weiler Bichl, Steinach, Wasenhof und Stöckl, wie auch die Schutzhütte Grubenfranzl am Klafterbach, das Freudental und Pax am Paxbach, drei linke Nebentäler der Schwarza am Handlesberg. Im Rohrer Teil sind außer Einzellagen keine Orte benannt,
die dortigen rechten Nebentäler Langseite Richtung Kalte Kuchl und Krumbach am Krumbach sind eigenständige Ortslagen.
Im Tal fließt die Schwarza, und dann der Zellenbach, wobei die Bezeichnungen hier teils etwas abweichend sind: Nach amtlicher Hydrographie entsteht die Schwarza aus Grüner und Dürrer Schwarza im Tiefental, und kommt daher bei Gschaiderwirt von rechts (westlich) in das Tal, um dann südwärts weiter zu fließen. Es findet sich jedoch auch, dass die Schwarza von Rohr her kommt, wohl, weil das der orographische Verlauf der Haupttalung ist, wie auch, weil Zellenbach nur die Ortslagen oberhalb von Rohr sind. Auch gibt es den Namen Trauchbach oder Tiefentalerbach für die Schwarza bis Gschaiderwirt.
Die Hauptberge des Tals sind rechts der Handlesberg (1370 m ü. A.) mit dem Falkenstein und der Edlaberg (1096 m ü. A.), und links der Obersberg (Ahornberg 1467 m ü. A.) mit Sulzberg (1021 m ü. A.), der Größenberg (1102 m ü. A.) und die Jochart (1266 m ü. A.).
Das Tal entlang führt die Höllental Straße B 27 und dann die Gutensteiner Straße B 21.
| |                                                                        | Rohr im Gebirge (O, Gem. Rohr i. G., Bez. Wr. Neustadt-Land) |
| Krumbach Langseite (beide: Gem. Rohr i. G., Bez. Wr. Neustadt-Land) Trauch (O, Gem. Schwarzau i. G., Bez. Neunkirchen) | Kompassrose, die auf Nachbargemeinden zeigt                            | Winsaberg (Gem. Rohr i. G., Bez. Wr. Neustadt-Land)          |
| | Schwarzau im Gebirge Markt (O, Gem. Schwarzau i. G., Bez. Neunkirchen) |                                                              |

## Geschichte, Infrastruktur und Sehenswürdigkeiten
Gegend könnte schlicht der ursprünglich Flurname des obersten Schwarzatales gewesen sein, als dieses im Hochmittelalter besiedelt wurde. Wohl ist schon um 1250/60 die Schwarzauer Nikolauskirche genannt, und auch die Rohrer Ulrichskirche, obschon erst 1470 erstmals urkundlich, ist als Filiale von Schwarzau älter, aber die Orte an sich tauchen erst um 1570 für Rohr und um 1650 für Schwarzau auf, davor finden sich diese Namen primär ebenfalls als Flurnamen.
Die Gegend gehörte schon 1220 zur landesfürstlichen Herrschaft, dann Landgericht Gutenstein, und war ab 1595 bis in das 19. Jahrhundert Hoyos’scher Besitz. Die Straße durch das Höllental wurde erst 1832 trassiert, sodass man Schwarzau bis dahin von Norden erreichte. Eine erste Teilung der Ortslage liegt wohl darin, dass 1470 auch ein Pfarrer in Rohr saß, 1622 wurden beide Pfarren bestätigt. Spätestens mit der Schaffung der Ortsgemeinden 1848 kamen die beiden Teile auch an verschiedene politische Bezirke.

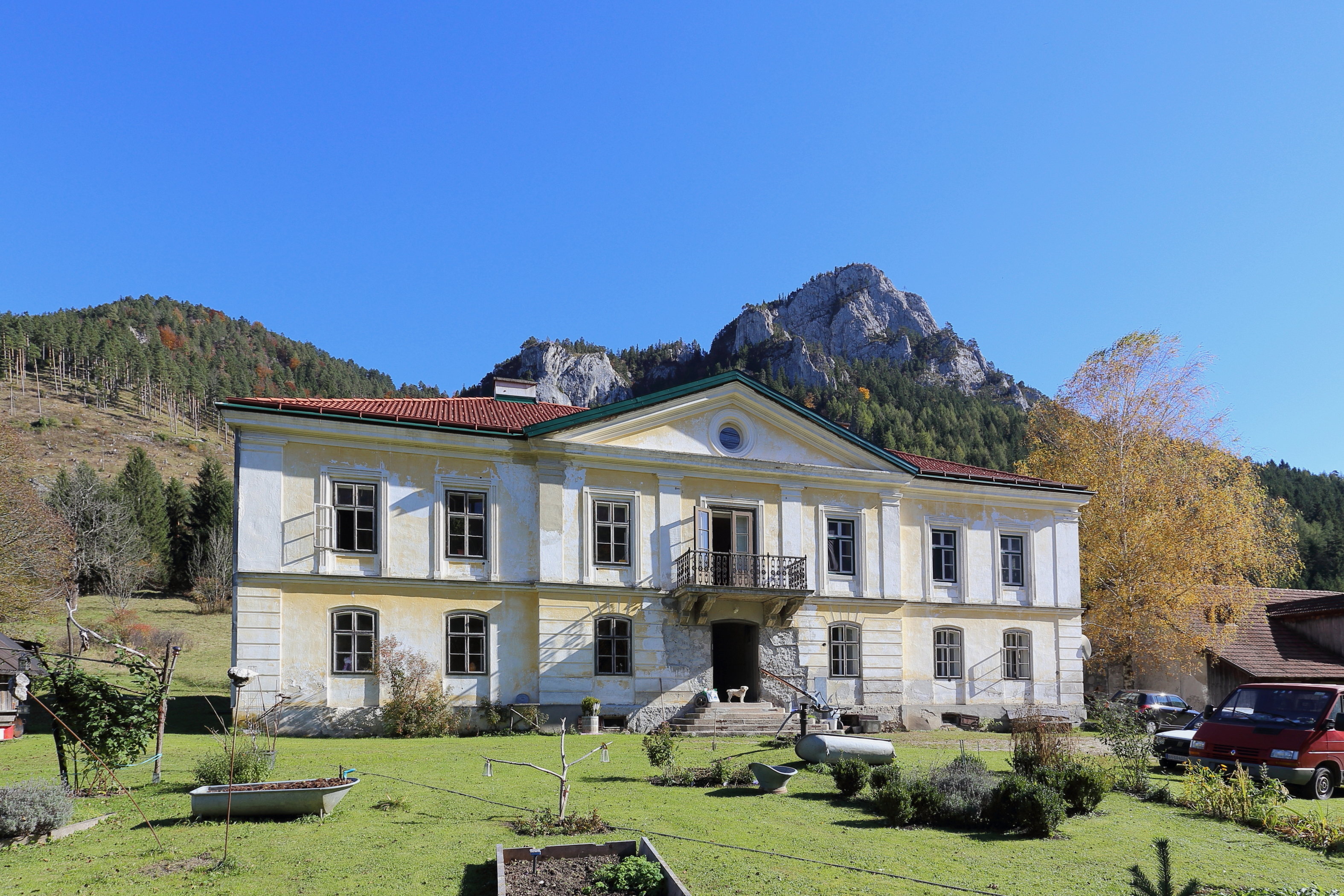
Hammerherrenhaus Im Baumgarten

Ganz im Süden liegt das denkmalgeschützte Herrenhaus des 1855 aufgelassenen Hammerwerks Im Baumgarten (Gegend 20), sonst ist die Gegend durchwegs bäuerlich geprägt. Die Regulierungen der Schwarza datieren in die 1960er Jahre, davor war die Talung sehr von Überschwemmungszonen geprägt. Sie ist heute eine ruhige Urlaubs- und Wanderregion. Der Talgrund im Schwarzauer Teil gehört noch zum Europaschutzgebiet Nordöstliche Randalpen: Hohe Wand–Schneeberg–Rax, ein Fauna-Flora-Habitat-Gebiet mit ökologischem Schwerpunkt, und beide Gemeinden vollständig zum umfassenden Landschaftsschutzgebiet Rax–Schneeberg.
Laut Adressbuch von Österreich waren im Jahr 1938 in Gegend drei Gastwirte, zwei Sägewerke und mehrere Landwirte ansässig.

## Nachweise
- 31836 – Schwarzau im Gebirge. Gemeindedaten der Statistik Austria
- 32324 – Rohr im Gebirge. Gemeindedaten der Statistik Austria

1. ↑  Die Bezeichnung als Talung ist ortsüblich: „Es gehören mehrere Täler, Rotten genannt, dazu [Anm.: zur Gemeinde resp. dem Dorf Schwarzau]: Naßwald, Vois, Steinbruch, Preintal, Markt, Trauch und Gegend.“ Zitat Geographie, schwarzauimgebirge.at, abgerufen am 9. April 2015 (selbige auf der Startseite als „Ortsteile, die nur die Größe einer Rotte haben“, aufgezählt). Die Bezeichnung Rotte Gegend führt schon die 3. Landesaufnahme um 1870.
2. ↑  Adressbuch von Österreich für Industrie, Handel, Gewerbe und Landwirtschaft, Herold Vereinigte Anzeigen-Gesellschaft, 12. Ausgabe, Wien 1938 PDF, Seite 250